# Dermaleipa metaphaena
Dermaleipa metaphaena är en fjärilsart som beskrevs av Embrik Strand 1914. Dermaleipa metaphaena ingår i släktet Dermaleipa och familjen nattflyn. Inga underarter finns listade i Catalogue of Life.